# NK Elektroprijenos Split
NK Elektroprijenos je nogometni klub iz Splita. Osnovan je 2005. godine i nalazi se na predjelu Vrboran na Mejašima.

## Povijest
NK Elektroprijenos osnovan je 2005. godine i ima školu nogometa za mlađe polaznike.

### Lokalni turniri
Na igralištima Nogometnog centra Karlovac u petak je započeo 2. Međunarodni nogometni turnir za mlade pod nazivom "Trofej Dječji nogomet 2010." koji se održao 2010. u Karlovcu.
Stariji pioniri (do 15 godina) FK Krajine iz Cazina i mlađi pioniri NK Dalmatinca iz Crna pored Zadra pobjednici su 2. Međunarodnog turnira "Trofej Dječji nogomet 2010." Stariji pioniri NK Ekektroprijenosa osvojili su 3. mjesto. Uz ova tri kluba sudjelovali su i NK Bjelovar, NK Krajišnik Velika Kladuša, NK Zvijezda Gradačac, NK Stari Grad Rijeka. Dok selekcija do 11 godina NK Pomak Split, selekcija do 9 godina NK Funtana Vrsar.
NK Elektroprijenos je organizirao odigravanje 2. Memorijalnog turnira Jadranko Radovanović Đimi, na spomen prvog predsjednika NK Elektroprijenosa na nogometnom terenu Sloge u Mravincima. Na turniru su sudjelovali Sloga, NK Solin, NK Croatia Zmaj, RNK Split, NK Omladinac Vranjic i organizator Elektroprijenos. Turnir se igrao za 2006.-to godište (do 13 godina) i mlađe na stadionu Glavica. Prvo mjesto je osvojio NK Solin, pod vodstvom trenera Mirka Čapete. NK Elektroprijenos ostvario je 5. mjesto.
Na 11. memorijalnom nogomentnom turniru "Triljski branitelji 2018." koji se održavao od 14. do 16. lipnja 2018. selekcija do 13 godina (godište 2005.) NK Elektroprijenosa osvojilo je treće mjesto. Natjecanje se odigralo športskom rekreacijskom centru Zdenko Pavela-Cato u Čaporicama. Na turniru je nastupilo 26 ekipa koje su odigrale 46 utakmica.
U 2016. godini uzrasti do 9 godina  (2007. godište) osvojili su 3. mjesto u Grupi B na 6. Kupu sv Ivana Krstitelja - Mravince 2016. u Mravincima. Igrajući tako protiv Splita, Primorca, Solina i Sloge. Od ostalih klubova na međunarodnom mravinačkom nogometnom turniru za uzraste do 9 godina i do 11 godina su još bili sudjelovali HNK Hajduk Split, NK Adriatic, NK GOŠK Dubrovnik, NK Omladinac Vranjic i NK Uskok Klis.
Sudjelovali su i u 'međunarodnom nogometnom turniru "7. Kup Sv. Ivana Krstitelja" za uzraste do 9 i do 11 godina u kojem su sudjelovali i NK Solin, NK Opatija, RNK Split, HNK Hajduk, NK Šoštanj iz Slovenije, NK Knavljanin-Konavle, HNK Šibenik, NK Elektroprijenos, NK Uskok, NK Sjever i domaćin HNK Sloga. Turnir se održavao tri dana
Prvak u uzrastu do 9 godina je NK Solin, dok je prvak u uzrastu do 11 godina osvojila NK Opatija. Za napomenuti je da je selekcija HNK Hajduka nastupala sa selekcijom djece godinu mlađe kod uzrasta do 9 godina, nego što dozvoljavaju propozicije ovog natjecanja.
Sudjelovali su na '11. nemorijalnom turniru - "Triljski Branitelji 2018." na ŠRC Zdenko Pavela-Cato u Čaporicama selekcije do 13 godina (2005. godište) osvojili su 3. mjesto. Na turniru je nastupilo ukupno 26 selekcija do 13 i do 11 godina (2005. i 2007. godište), a odgirano je 46 utakmica.
11. Memorijalni turnir "Triljski Branitelji 2018" održao se od 14. do 17. srpnja 2018. godine na ŠRC Zdenko Pavela-Cato u Čaporicama. Na turniru je nastupilo ukupno 26 selekcija do 13 i 11 godina (u 2005. i 2007. godištu), a odgirano je 46 utakmica.

### Humanitarni turniri
NK Elektroprijenos je sudjelovao u Humanitarni mini turnir za Udrugu sindrom Down 21 koju organizira "Nogometna akademija DB-Bili As" 2. srpnja na terenu Bili As. Na turniru su još sudjelovali NK Dalmatinac, NK Ravne Njive, NK Talent, NK Elektroprijenos te dvije ekipe domaćina Akademije D.B. Bili as. Novac kojeg zarade ide Udruzi koja potom financira zdravstvo, obrazovanje, osobnosti, autonomije i integracije u društvo prema individualnim aspiracijama i sposobnostima, poticanje svih znanstvenih napora naspram boljitka i napretka u medicinskoj skrbi, obrazovanju, rehabilitaciji, stručnog osposobljavanja, zapošljavanja, slobodnog vremena te neovisnog življenja osoba sa sindromom Down.

## Selekcije
Klub ima mlađu selekciju do 9 godina u osnovnim crvenim dresovima, selekciju do 11 godina u osnovnim žutim dresovima, mlađe pionire do 13 godina u osnovnim crvenim dresovima te pionire do 15 godina u osnovnim bijelim dresovima. Klub uspješno pohađaju mladi nogometaši.

## Vanjske poveznice
- NK Elektroprijenos Split na Facebooku
- NK Elektroprijenos na popisu nogometnih škola na Nogometnom savezu Splitsko-dalmatinske županije
- FinInfo profil